# Ordóñez (apellido)
Ordóñez es un apellido de la época medieval derivado del patronímico del nombre «Ordoño». 

## Orígenes

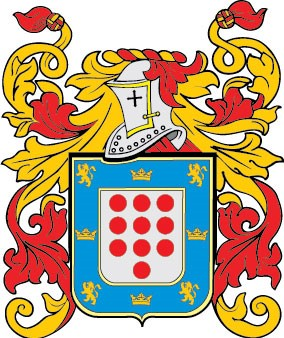
Variante reciente del escudo de armas del apellido: las diez piezas al centro son la característica principal de este escudo de armas.

Este es uno de los linajes de mayor antigüedad en España, siendo su origen patronímico. Sin embargo, los primeros registros del apellido se ubican en el principado de Asturias. Así se desprende de muchos instrumentos, inscripciones, epitafios, fundaciones y testamentos de la Edad Media, así como de los autorizados testimonios de varios de los más ilustres historiadores y genealogistas de principios de la Edad Moderna (comprobados más tarde por otros tratadistas de indiscutible prestigio).
En algunos manuscritos nobiliarios (en los que las referencias históricas al rey Ordoño Bermúdez aparecen excesivamente escuetas) y en otros documentos, se asegura que su progenitor fue el rey Bermudo II. Con referencias ya a finales del siglo X,el dato de su ascendencia real parece comprobado, siguiendo las explicaciones históricas de genealogistas tan ilustres como el arzobispo Rodrigo Jiménez de Rada, Prudencio de Sandoval, Ambrosio Morales, Esteban de Garibay, Lucas de Tuy, Don Pelayo (obispo de Oviedo), Argote de Molina, Luis de Salazar y Castro o José Manuel Trelles entre otros. 
Así pues, el linaje Ordóñez es de origen leonés (de Zamora concretamente) y radicado en Madrid, el cual se extendió por toda la geografía española.
Sin embargo, la atribución del origen del apellido al rey Bermudo no está clara, pues anterior a él aparece Nuno Ordóñez, infante de Galicia, como hijo del rey Ordoño I de Asturias y León (850-866) (hijo a su vez del rey Ramiro I n (842-850)) y padre del rey Alfonso III (866-910) y de los infantes:
- Leodegundia, infanta de León (840-858 aprox.), casada con García Íñiguez, rey de Pamplona.
- Nuno Ordóñez, infante da Galicia.
- Bermudo Ordóñez, pretendiente (928).
- Odoário Ordóñez, pretendiente.
- Fruela Ordóñez, pretendiente.

Por tanto, el que inicia dicho linaje sería el rey Ordoño I de Asturias y León.

## Rama Navarra

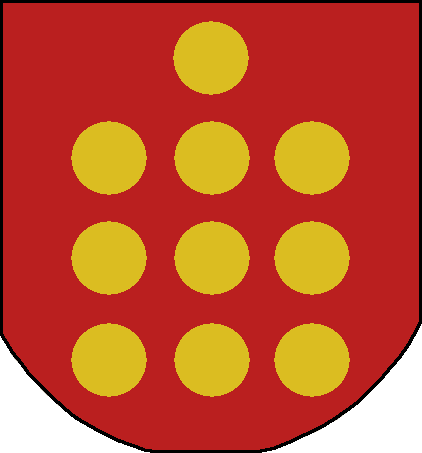
Escudo del apellido Ordóñez, rama radicada en Navarra.

Los orígenes de esta familia en Navarra se sitúan en Peralta, merindad de Olite. Desde allí, una rama pasó a Andosilla y de esta villa a Mendavia. Otra rama pasó a Calatayud y de ahí a Portugal. Finalmente, acabó extendiéndose por toda Navarra, España y el mundo.
El miembro más antiguo que se encuentra documentado en Peralta es del siglo XV: Fernando Ordóñez. “Fernando Ordóñez, natural de Peralta, nacido alrededor de 1470, fue dueño y originario de la casa solar y palacio de cabo de armería de Ordóñez sita en esta villa. Como hijodalgo notorio fue alcaide del castillo y fortaleza de Peralta y juez de la misma. Casó en Peralta sobre 1498 con María Juan de Uzqueta, de la misma naturaleza, hija de los dueños y poseedores de la noble casa de Uzqueta de Peralta. Fernando y María Juan fueron vecinos de la villa de Peralta.”

## Nobleza
El litigio de nobleza de la rama Navarra lo llevó adelante un bisnieto de Fernando, Alonso Ordóñez Pérez de Salcedo: "Alonso Ordoñez y Pérez de Salcedo, natural de Andosilla, fue alcalde de esta villa, litigó su nobleza ante la Corte de Navarra el 14 de julio de 1570 como originario de la casa de Ordóñez de la villa de Peralta y de la familia de Pérez de Salcedo de la villa de Andosilla, ambos solares de nobleza, y por sentencia del 29 de junio de 1576 se le declaró noble e hijodalgo de sangre, de su origen y dependencia. Alonso contrajo matrimonio con Juana González de Roncesvalles, siendo vecinos de Andosilla".

## Escudo

Variante del escudo de armas del apellido Ordoñez correspondiente al linaje Ordoñez del Pino de Asturias, se puede observar un león rampante, una cruz roja y un pino.

El Escudo de Armas correspondiente al linaje Ordóñez radicado en Navarra, trae un campo de gules con diez roeles de oro, en un único cuartel; es decir, en una sola parte de color rojo, incluyendo diez piezas redondas de color amarillo.Su datación está acreditada ya en el siglo XVI.
Por sentencia de la Real Audiencia de Navarra en 1576 (a instancias de Alonso Ordóñez, vecino de Andosilla y descendiente de la Casa Solar de los Ordóñez en Peralta (Navarra)), se dicta que “El escudo de Ordoñez en campo colorado diez roeles de oro; en la parte superior, sobre oro, cinco barras de azur y en la inferior, sobre el mismo metal, un león pasante y en punta dos lises de azur”.
Asimismo, esto se reafirma en 1777: «Don José Ordóñez vecino de Andosilla por sí, y Bernardo, Ramona, Ángel y Bauptista, sus hijos  Isidro Ordóñez y Esparza vecino de la misma por sí, y sus hijos Juan Cruz, y Francisca sus hijos dijeron, eran originarios y descendientes de la Casa de Juan Ordóñez de la misma villa, que era de Nobleza y les tocaba la misma, lo que se mandó así. El escudo es campo colorado con diez roeles de oro en un cuartel».
Actualmente, este escudo puede contemplarse en el frente de la vivienda ubicada en la calle San Francisco Javier (n.º 21 y n.º 35) en Andosilla, así como en la Plazuela de San Isidro, en Mendavia.

## Rama Castellana
Se encuentran documentados varios pleitos de hidalguía en la Sala de los Hijos Hidalgos de la Real Audiencia y Chancillería de Valladolid, entre los que destaca la ejecutoria obtenida por los hermanos Ordóñez (Juan y Alonso) , vecinos de Villaherruz: hijos de Diego Ordóñez y María Álvarez y nietos de Diego Ordóñez. Ejecutoria dada en Valladolid a 31 de enero de 1551.

## Rama Ecuatoriana
Luego del Descubrimiento de América por Cristóbal Colón, los españoles conquistadores, en 1524 organizaron una empresa privada de conquista y colonización que encabezaron Francisco Pizarro y Diego de Almagro. Pizarro dirigió una primera expedición por la costa sudamericana en 1526, que llegó por primera vez a las playas de lo que ahora es Ecuador. Entre esas expediciones llegó Hernán Sánchez Morillo, quien participó en la captura de Atahualpa en Cajamarca. Era hijo de Francisco de Morillo, casado con María Ordóñez Orellana hija Bartolomé Ordóñez, nieto de Iñigo López  Ordóñez de la Cuadra, que a su vez es bisnieto de Galindo Ordóñez de Gaviria y Galindo es nieto de García Fortún y Teresa Ordóñez, nieta de Ordoño Ramírez.[cita requerida]
* Los hijos del conquistador Hernán Sánchez y María Ordóñez en tierras ecuatorianas fueron: Juana Morillo Ordóñez y Luis Sánchez-Morillo Ordóñez entre los años de 1614 y 1620[cita requerida]
* Luis Sánchez-Morillo Ordóñez, se casa con María Adames en las actuales tierras de Cuenca Teniendo de hijos a Hernán Sánchez Morillo y Juan Ordóñez Morillo aproximadamente en el año de 1649[cita requerida]
* Juan Ordóñez Morillo se casó con Catalina Rodríguez y con Isabel de Vera en Azuay, Cuenca.[cita requerida]
Hasta el Día de hoy perdura la descendencia Ordóñez en el Ecuador, sobre Todo en Azuay y Cañar, siendo familias directas las siguientes:
- Ordóñez Morillo
- Ordóñez Landívar
- Ordóñez Machado
- Ordóñez Malo
- Ordóñez Vintimilla
- Ordóñez Lasso
- Ordóñez Torres
- Ordóñez Mata
- Ordóñez Neira
- Ordóñez Crespo
- Ordóñez de los Ríos

Siendo una sola línea familiar en el Ecuador y probablemente en América Latina. El apellido Ordóñez es frecuente en Ecuador ya que todos los descendientes directos eran propietarios de varias haciendas y tierras durante siglos, por lo cual los trabajadores del lugar adoptaban el apellido de los patrones.